# Киров (Лоевский район)
Киров (бел. Кірава) (до 1938 года Зарезов) — посёлок в Малиновском сельсовете Лоевского района Гомельской области Беларуси.

## География

### Расположение
В 28 км на северо-запад от Лоева, 64 км от железнодорожной станции Речица, 98 км от Гомеля.

## История
В 1897 году в Ручаёвской волости Речицкого уезда Минской губернии. В 1909 году хутора той же волости. В 1926 году в составе Великодубровского сельсовета Лоевского района Речицкого округа, с 9 июня 1927 года в Гомельском округе, с 30 декабря 1927 года в Борщовском (с 30 июля 1963 года Новоборщовский) сельсовете того же района и округа (до 26 июля 1930 года), с 20 февраля 1938 года в Гомельской области. С 25 декабря 1962 года до 30 июля 1966 года посёлок Киров в составе Речицкого района.

## Население

### Динамика
- 1897 год — 6 дворов, 41 житель (согласно переписи).
- 1909 год — 16 дворов, 82 жителя.
- 1926 год — 29 хозяйств, 151 житель.
- 1959 год — 52 жителя (согласно переписи).
- 1970 год — 35 жителей.